# Le Poët
 Le Poët  es una población y comuna francesa, situada en la región de Provenza-Alpes-Costa Azul, departamento de Altos Alpes, en el distrito de Gap y cantón de Laragne-Montéglin.

## Demografía
| 424 | 429 | 511 | 515 | 587 | 690 |
| Para los censos de 1962 a 1999 la población legal corresponde a la población sin duplicidades (Fuente: INSEE [Consultar]) |     |     |     |     |     |